# Juan José Domínguez Muñoz
Juan José Domínguez Muñoz (Sevilla, 1916-Bilbao, 1 de septiembre de 1942) fue un activista falangista, fusilado por el general Franco, tras el atentado de Begoña en el que participó.

## Biografía
Nace en Sevilla en una familia humilde y huérfano de padre (a los 26 años, cuando es fusilado, también había fallecido su madre). Con apenas 16 años y proclive al activismo, se decide a viajar a Madrid en bicicleta y con un duro en el bolsillo, para escuchar un discurso de José Antonio Primo de Rivera, fundador de la Falange Española.
Ya antes de la Guerra Civil intentó retirar del Ayuntamiento de Aznalcóllar la bandera nacional, que en ese momento era la tricolor republicana. Abrieron fuego contra él y Narciso Perales. José Antonio Primo de Rivera los defiende personalmente ante los tribunales por este suceso.
Conoció a su futura esposa durante la celebración del primer desfile de la Victoria, en la avenida de la Castellana de Madrid. Domínguez, con 23 años, sigue a Celia (él siempre la llamó Piruchiña), de 18, hasta su domicilio en la calle Sagasta. A los pocos días la pide a su madre en matrimonio. 16 meses más tarde, le escribirá desde su calabozo, 10 horas antes de ser ejecutado:

Querida Piruchiña te ruego, a ser posible, que te unas en matrimonio con cualquiera de mis camaradas del actual cautiverio que te harán feliz y cuidarán de nuestra pequeña con el mismo celo y cariño que yo pudiera hacerlo.
J. J. Domínguez.

### Actividad durante la Guerra Civil
Durante la Guerra Civil se distinguió al atravesar en misiones arriesgadas hasta seis veces la línea del frente entre las zonas nacional y republicana, y resulta capturado en varias ocasiones. Le serán concedidas por José Antonio dos condecoraciones: el Aspa Roja y el Aspa de Plata.

### Actividad posterior a la Guerra Civil
Después de 1939 se dedicó al Servicio de Información. En 1942 estuvo interviniendo en el trazado de un cable desde Francia hasta La Línea de la Concepción, habiéndose especulado que el mismo tuviese como objetivo controlar el tráfico de submarinos ingleses por el Estrecho o preparar una acción militar alemana contra el Peñón de Gibraltar. Durante el juicio posterior al atentado de Begoña, el General Varela lo acusó de ser un agente doble que actuaba tanto para el Gobierno alemán como para el Intelligence Service de norteamericano. El mismo día de su ejecución, el 1 de septiembre de 1942, el Gobierno Alemán impuso a Juan José Domínguez la Cruz de la Orden del Águila Alemana.
Los sucesos de Begoña se entienden mejor si se considera la situación geopolítica en el Europa a finales de julio de 1942. Alemania ya tenía preparada el 15 de julio la operación Ilona, plan para invadir el País Vasco y cortar los pasos de los Pirineos. Comentaba el Führer el 7 de junio que «los curas y los monárquicos se habían confabulado para hacerse con el poder en España». Decía que si estallase la Guerra Civil nuevamente, no le extrañaría «ver a los falangistas obligados a hacer causa común con los rojos para librarse de esa basura monárquico-clerical».
El 16 de agosto, un encontronazo entre falangistas y tradicionalistas se resolvió con el lanzamiento de una granada de mano por Domínguez, según varios testigos, lo cual se saldó con setenta heridos leves. No obstante, el hecho de tener lugar los incidentes frente a la basílica bilbaína, en cuyo interior se encontraba el general José Enrique Varela, hizo que éste lo atribuyera a un atentado contra su persona.

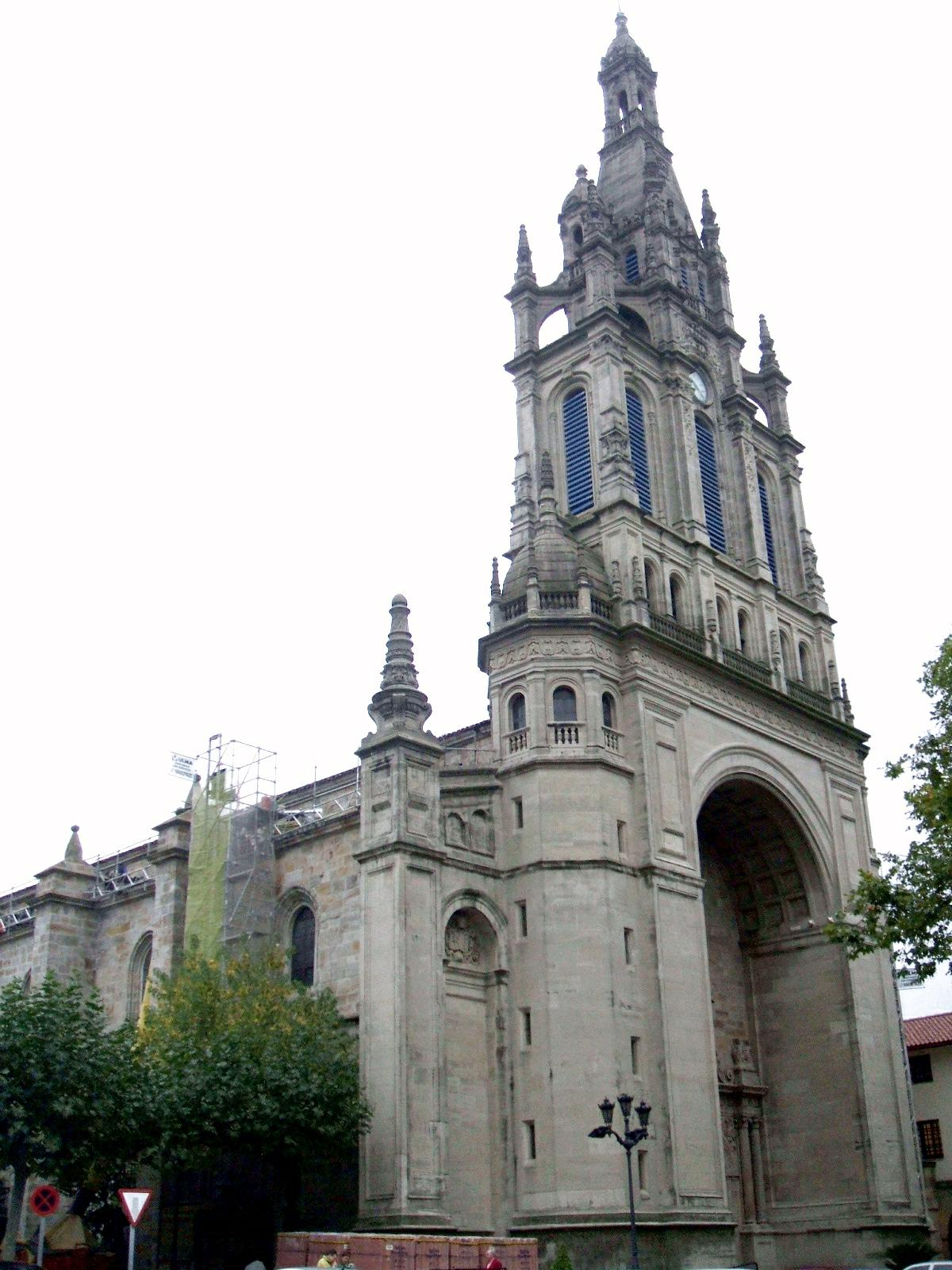
Basílica de Nuestra Señora de Begoña, frente a la cual se produjo el atentado de Begoña, cuyo principal encausado fue Domínguez Muñoz.

Sin embargo, puede que fuera esta información sobre los planes alemanes, que ignoraban incluso falangistas de los que actuaron en Begoña, la que obligó a Franco a sacrificar a Domínguez. Porque él, Hernando Calleja Calleja, Virgilio Hernández Rivadulla, Jorge Hernández Bravo y los demás habían reaccionado cuando escucharon los gritos de «¡Viva el rey!», «¡Abajo el socialismo de Estado!» y «¡Muera Franco!». La respuesta de Franco al Obispo de Madrid, Leopoldo Eijo y Garay, cuando le solicita su indulto es una muestra de la situación en aquellos días: «Tendría que condecorarle, pero le tengo que fusilar».
Será fusilado por «razones de Estado». El general Antonio Castejón Espinosa, que presidió el consejo de guerra y firmó la sentencia de muerte, en 1964 confesará a su viuda: «Firmé en contra de mi voluntad» (le había solicitado una entrevista para pedir su perdón).
Juan José Domínguez, a la altura de las circunstancias, llega al extremo de no aceptar una fuga que le habían preparado.

Se consiguieron dos millones de pesetas para comprar a dos funcionarios de prisiones. Tenían un barco para la huida, que hundirían para simular un naufragio. Los guardianes estaban dispuestos, pero era tal el pavor que le entró a Jorge Hernández Bravo, por las represalias que podrían tomar contra él, que mi marido renunció a perjudicarle con la fuga».
Celia Martínez

Redactó testamento en la noche previa a morir, en el cual llega a justificar «la inconsciencia de Franco y la debilidad impropia de un general». Su familia siempre se ha enorgullecido de él.

Murió cantando el Cara al sol y con la camisa azul, pero sólo la primera estrofa, porque la Guardia Civil tuvo buena puntería. Apenas pudo terminar el segundo verso: « Que tú bordaste en rojo ayer».
Celia Martínez

La consecuencia política del incidente de Begoña y el fusilamiento de Domínguez sería que Franco aprovechó la circunstancia para desbancar a la Falange del poder, cesando a sus dos ministros vinculados a ese partido, su propio cuñado Ramón Serrano Suñer, Ministro de Asuntos Exteriores, y Valentín Galarza Morante, Ministro de Gobernación de España, y aprovechar para cesar al tradicionalista general José Enrique Varela, Ministro del Ejército, una forma de mantener el equilibrio entre facciones y evitar el predominio de ninguna, una política que Franco mantendría durante toda su dictadura.
De los ocho falangistas involucrados en Begoña, solo dos fueron condenados a muerte, siéndole conmutada el 15 de julio a Hernando Calleja Calleja por ser caballero mutilado de guerra. Sepultados sus restos en Bilbao, en 1988 fueron trasladados al cementerio de Galapagar (Madrid).